# Turós Lukács
Turós Lukács (Budapest, 1907. április 15. – Szekszárd, 1967. szeptember 3.) szakácsmester, szakíró, Turós Emil szakácsmester testvére.

## Életpályája
Szakácstanuló volt a kolozsvári New York Szálloda konyhájában, 1925-ben szerezte meg szakképesítését. Később Bukarestben tanulta a román ételek elkészítésének módját. 1929-től 1932-ig az Abbázia kávéház éttermében dolgozott mint szakács, majd ezt követően fél éven keresztül Párizsban működött. 
Hazatérése után az Astoria Szálló éttermében, a Bellevue Étteremben, a Központi Honvéd Kórházban, a Városházi Diétás Étteremben volt szakács. A VI., moszkvai Világifjúsági Találkozó magyar küldötteinek volt főszakácsa 1957-ben. 
1955-től 1967-ig tanított és helyettes igazgatóként működött a Fővárosi Vendéglátóipari Szakmunkásképző Iskolában. Több évig ismertette a sütés-főzés módszereit a Magyar Rádió Lányok, asszonyok műsorában, a Nők Lapja és a Fürge Ujjak című lapokban is évekig publikálta az ételkészítési tudnivalókat. Cikkeket írt a Vendéglátás című szaklapnak, szakácskönyvei és tankönyvei is jelentek meg.

## Fontosabb munkái
- A Hírlap szakácskönyve (Harald és Magyar Elek írásaival), szerkesztette Turós Lukács. Budapest, 1947. Légrády. 224 p.
- A mi szakácskönyvünk (Turós Emillel, a tészták leírását összeállította id. Turós Lukácsné), Budapest, 1960. Minerva. 495 p. és 16 tábla; németül Bp., 1962
- A mai háztartás kézikönyve (Lányi Erzsébettel, Bp., 1961)
- Vendéglátóipari technológia (tankönyv, Schulhof Gézával, Bp., 1962)
- Lányok, asszonyok szakácskönyve (Bp., 1963)
- Mit főzzünk külföldi vendégeinknek? (Bp., 1967)